# シートン動物記

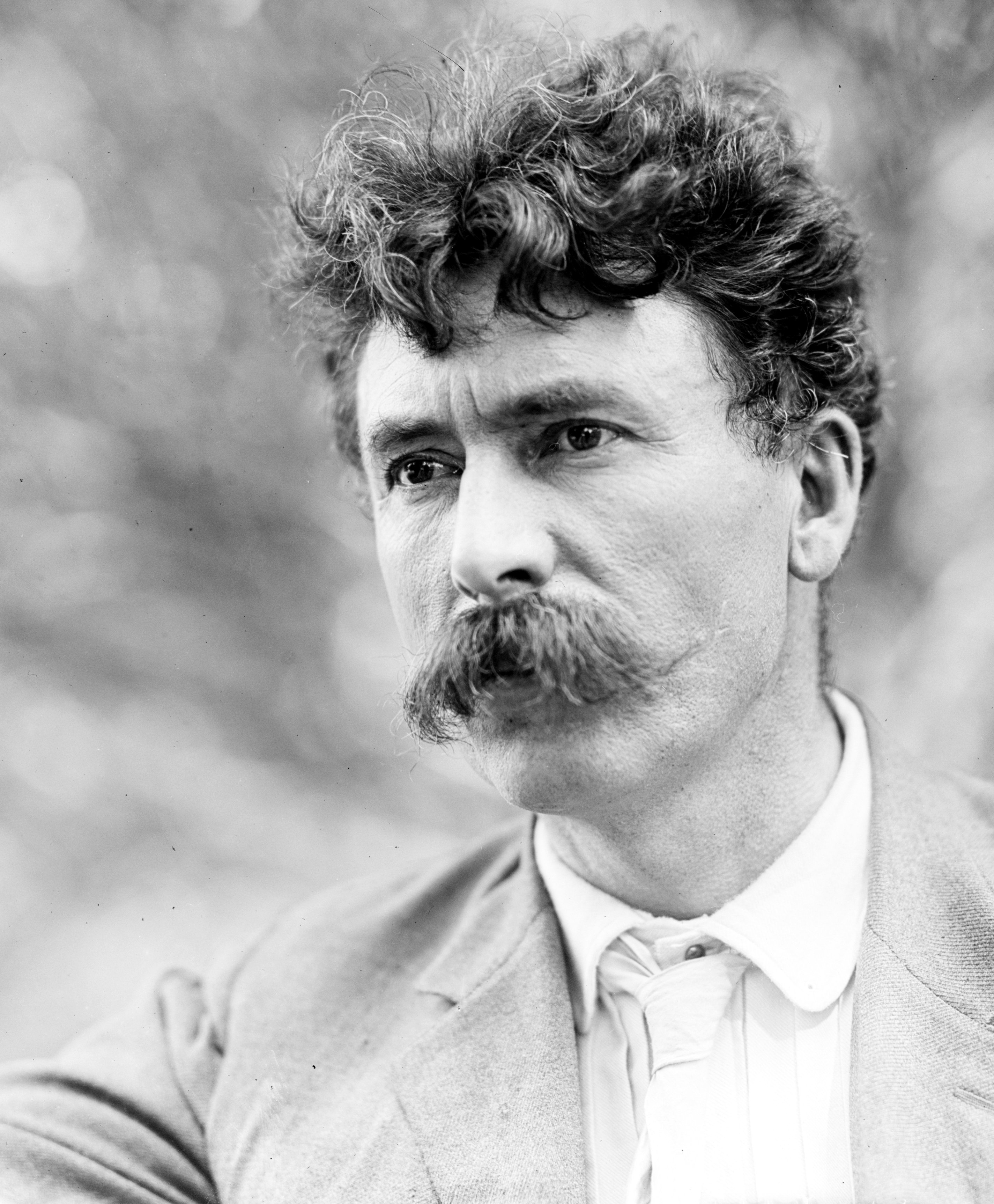
E.T.シートン

『シートン動物記』（シートンどうぶつき）とはアメリカの博物学者アーネスト・トンプソン・シートンの全著作物に対する日本での総称。主に自身の体験や見聞を基に創作された動物物語55編を指す。日本でつけられた題名であるため、正確に対応する原題や他国語での訳題は存在しない。

## 概要
1898年、シートンは数年間雑誌に発表した物語の内8編を集め、第一作品集『私の知る野生動物 （ Wild Animals I Have Known ）』を刊行、大ヒットする。それによりシートンの名前は全米で知られるようになる。
シートンの著作は全て自身の体験や見聞を基に作られており、そのほとんどはノンフィクション小説といっても差し支えのないもの、またフィクション小説であっても事実に則したものを必ず含んでいる。それ以外の著作には紀行文・論文・寓話・自伝・講演録などがあるが、実際その多くに物語的要素を取り入れ書かれており、それらの間に明確な線引きはできない。

## 日本での広まり
翻訳家・内山賢次所有のシートン第一作品集が平岩米吉の目にとまり、内山は1935年、その日本語訳を平岩主宰の『動物文学』誌上に発表する。これがシートン文学の日本初出である。それまで日本人はほとんど誰もシートンについて知らなかった。
内山は1937年6月から1938年12月にかけて、単行本『動物記』全6巻を白揚社から刊行する。「動物記」という題名は、単行本の出版元である白揚社を経営する中村徳二郎が（ファーブルの「昆虫記」に合わせ）付けた。内山は「動物物語」だけではなく研究者、ボーイスカウト運動家としてのシートンをも日本に広めたかったため、これに反対したが叶わなかった。この題名からの誤解は現在まで続いている。
この単行本が爆発的な人気となり、1939年11月から1940年4月にかけて全4冊にまとめ再発行。1944年2月にもう1冊追加し全5巻になる。この種のものとしては前例のないほどの部数が発行された。内山は1941年には『シートン自叙伝』（白揚社）と『シートン動物手帖』（三笠書房）を、1942年に『りす物語』（フタバ書院成光館）を追加で刊行。生前のシートンやその夫人に直接資料的援助を受けた内山は、戦後の1951年6月から1953年12月にかけて『シートン全集』全19巻（18冊＋別巻/評論社）を刊行した。
1965年には阿部知二訳で『シートン動物記』全5巻が講談社より刊行され、講談社少年文庫、講談社青い鳥文庫に収録された。
それから現在まで複数の翻訳者・出版社が刊行に関与し、作品の構成・選択は各書籍によって全く異なっている。収録の日本語題名が異なっていることも珍しくない（「狼王ロボ」「ロボ・カランポーの王」「ロボー」など）。また、1997年には今泉吉晴が『シートン動物誌』全12巻という題名の書籍を発行している。これは『狩猟動物の生活 （ Lives of Game Animals ）』全4巻（1925年-1928年）の日本語訳である。

## 動物物語55編
以下には各作品の最初の単行本収録を載せており、初出の雑誌掲載時点を書いたものではない。
『狩猟動物の生活 （ Lives of Game Animals ）』全4巻（1925年-1928年）など物語の再録単行本は載せていない。
また、ここに載せているのはシートンによる動物を中心とした創作物語であるが、『歴史に残る動物たち （ Great Historic Animals ）』（1937年）には「実際にあった話をそのまま書いたもの」も多く含まれている。この本には17作品以外に「ペットの野性的習慣」「誰が英雄だったか」という論文も併せて収録されている。
『私の知る野生動物 （ Wild Animals I Have Known ）』 （1898年）より
1. ロボ - カランポーの王 （ Lobo, the King of Currumpaw ）
2. 銀の星 - あるカラスの話 （ Silverspot, the Story of a Crow ）
3. ギザ耳坊や - 綿尾ウサギの話 （ Raggylug, the Story of a Cottontail Rabbit ）
4. ビンゴ - 私の犬の話 （ Bingo, the Story of My Dog ）
5. スプリングフィールドの狐 （ The Springfield Fox ）
6. だく足のマスタング （ The Pacing Mustang ）
7. ワリー - 孤犬の話 （ Wully, the Story of a Yaller Dog ）
8. 赤襟巻 - ドン渓谷のウズラの話 （ Redruff, the Story of the Don Valley Partridge ）

『サンドヒル牡鹿の足跡 （ The Trail of The Sandhill Stag ）』 （1899年）より
1. サンドヒル牡鹿の足跡 （ The Trail of The Sandhill Stag ）

『灰色熊の伝記 （ The Biography of A Grizzly ）』 （1900年）より
1. ワーブ （ Wahb ）

『狩られるものの生活 （ Lives of the Hunted ）』 （1901年）より
1. クラッグ - クートネー山のヒツジ （ Krag, the Kootenay Ram ）
2. 街の吟遊詩人 - 牡スズメの冒険物語 （ A Street Troubadour: Being the Adventures of a Cock Sparrow ）
3. ジョニー熊 - イエローストーン公園の小熊 （ Johnny Bear ）
4. 母さん小ガモと陸の旅路 （ The Mother Teal and the Overland Route ）
5. チンク - 子犬の成長 （ Chink : The Development of a Pup ）
6. カンガルーネズミ （ The Kangaroo Rat ）
7. ティトオ - 賢くなったコヨーテの話 （ Tito: The Story of the Coyote that Learned How ）
8. なぜコガラは年に一度気が狂うのか （ Why the Chickadee Goes Crazy ）

『タラク山の熊王 （ Monarch the Big Bear of Tallac ）』 （1904年）より
1. モナーク （ Monarch ）

『動物英雄伝 （ Animal Heroes ）』 （1905年）より
1. 裏街の野良猫 （ The Slum Cat ）
2. アルノウ - ある伝書バトの記録 （ Arnaux: The Chronicle of a Homing Pigeon ）
3. バッドランドのビリー - 勝利を得た狼 （ Badlands Billy: The Wolf that Won ）
4. 少年と大山猫 （ The Boy and the Lynx ）
5. 小さな軍馬 - ある野ウサギの物語 （ Little Warhorse: The History of a Jack-rabbit ）
6. スナップ - あるブルテリアの話 （ Snap: The Story of a Bull-terrier ）
7. ウィニペグ狼 （ The Winnipeg Wolf ）
8. 白トナカイの伝説 （ The White Reindeer ）

『銀ギツネ物語 （ The Biography of a Silver Fox ）』 （1909年）より
1. ドミノ （ Domino ）

『野生動物の生き方 （ Wild Animal Ways ）』 （1916年）より
1. 暴れ馬コーリーベイ （ Coaly-Bay, the Outlaw Horse ）
2. イノシシのあぶく坊や （ Foam-A Razor-Backed Hog ）
3. ウェイアッチャ - キルダー川のアライグマ （ Way-Atcha, the Coon-Raccoon ）
4. ビリー - 立派になった犬の話 （ Billy, the Dog That Made Good ）
5. 森の妖精コウモリの冒険 （ Atalapha, a Winged Brownie ）
6. ウィンディゴールの雁 （ The Wild Geese of Wyndygoul ）
7. 暴れ猿ジニー （ Jinny, The Taming of a Bad Monkey ）

『旗尾リス物語 （ Bannertail, The Story of A Graysquirrel ）』 （1922年）より
1. 旗尾リス物語 （ Bannertail, The Story of A Graysquirrel ）

『ホッキョクギツネの伝記 （ The Biography of An Arctic Fox ）』 （1937年）より
1. ホッキョクギツネの伝記 （ The Biography of An Arctic Fox ）

『歴史に残る動物たち / 狼を中心として （ Great Historic Animals / Mainly About Wolves ）』 （1937年）より
1. シショッカ / ウォスカと勇敢な子狼 （ Shishoka / Wosca and her valiant cub ）
2. チリンガムの牡牛 （ The Chillingham Bull ）
3. マリーと狼 （ Little Marie and the Wolves ）
4. ステップ上の狼 （ The Wolf on the Running-board ）
5. パドレイクと最後のアイルランド狼 （ Padriatic and the Last of the Irish Wolves ）
6. リンコーン - 夜の叫び （ Rincon, or The Call in the Night ）
7. 狼と原始的法律 （ The Wolf and the Primal Law ）
8. にんじん物語 （ The Story of Carrots ）
9. アカリスの冒険 （ The Adventures of Red Squirrel ）
10. 女熊 （ The Female Bears ）
11. 愛するものたちと輝くもの （ The Lovers and the Shining One ）
12. ネズミとガラガラ蛇 （ The Rat and the Rattlers ）
13. 砂漠の妖精ディポー （ Dipo: Sprite of the Desert ）
14. ハンクとジェフ （ Hank and Jeff ）
15. ジェヴォーダンの鬼狼 （ The Wolf Monster of Gevaudan ） ※伝説の小説化。
16. フランスの狼王クルートー （ Courtaud, The King Wolf of France ） ※伝説の小説化。
17. 豹の恋人 （ The Leopard Lover ）

『フランスの英雄犬サンタナ （ Santana, The Hero Dog of France ）』 （1945年）より
1. フランスの英雄犬サンタナ （ Santana, The Hero Dog of France ） ※シートンの絶筆。

## 上記以外の著作
以下は最初の単行本収録であり、初出の雑誌掲載時点を書いたものではない。
再録単行本は載せていない。『動物の絵画的解剖の研究 (Studies in the Art Anatomy of Animals)』 （1896年）はシートンの処女出版作で、日本では1997年に『美術のためのシートン動物解剖図』という題名でマール社から刊行された。
- 『動物の絵画的解剖の研究 (Studies in the Art Anatomy of Animals)』 （1896年） ※美術書。
- 『子どもたちのための野生動物戯曲 （The Wild Animal Play For Children）』 （1900年） ※ミュージカル。
- 『二人の小さな野蛮人 (Two little savages)』 （1903年） ※自伝的少年小説。
- 『森の神話と寓話 (Woodmyth and Fable)』 （1905年） ※イソップ的な寓話や詩歌。
- 『ウッドクラフトの本 (The Birchbark Roll of the Woodcraft Indians)』 （1906年） ※野外生活の本。
- 『十戒の博物学 (The Natural History of The Ten Commandments)』 （1907年） ※講演録。モーゼの十戒を動物に当てはめたもの。
- 『北氷草原紀行 (The Arctic Prairies)』 （1911年） ※紀行文。
- 『森のロルフ (Rolf in the Woods)』 （1911年） ※少年小説。
- 『安住の動物 (Wild Animals at Home)』 （1913年） ※シートン自身のフィールドノートからなる。
- 『シダーマウンテンの説教師 (The Preacher of Cedar Mountain)』 （1917年） ※小説。
- 『野牛の風 (The Buffalo Wind)』 （1921年）
- 『森の物語 (Woodland Tales)』 （1921年） ※子どものための妖精話集。
- 『インディアンの福音書 (The Gospel of Redman)』 （1936年） ※インディアン文化の記録。
- 『キャンプファイヤー物語 (Trail and Camp-fire Stories)』 （1940年） ※口演録。
- 『シートン自叙伝 (Trail of an Artist-Naturalist: The Autobiography of Ernest Thompson Seton)』 （1940年） ※自伝。

## 漫画化・映像化等
漫画化や映像化がいくつも行われている。
漫画
- 『wild animals i have known』 - classics illustrated 152。1959年刊行。「私の知る野生動物」（1898年）より、ロボ、ビンゴ、ギザ耳坊や、ワリー、だく足のマスタングの計5話を収録。
- 『シートン動物記』- 白土三平による作画（内山賢次・原作）。1961年-1964年発表。
- 『walt disney's the legend of lobo』 - gold key 303。1962年のディズニー映画「狼王ロボ」のストーリーの漫画化。
- 『学習漫画シートン動物記』 - 谷口治郎・松田辰彦・高山よしさとによる作画。全12巻。1974年-1975年刊行。
- 『シートンの動物記』 - 石川球太による作画。『石川球太の野生シリーズ1』。1991年刊行。
- 『シートン』 - 谷口ジローによる作画（今泉吉晴・監修）。2004年-2006年発表。

映画
- 『狼王ロボ』 - 原題『The Legend of Lobo』。1962年のディズニー映画。監督：ジェームズ・アルガー。
- 『灰色グマの一生』 - 原題『King of the Grizzlies』。1970年のディズニー映画。監督：ロン・ケリー。『灰色熊の伝記』を元にした作品。

アニメ等
- テレビ紙芝居 『シートン動物記』 - 1970年-1971年放映。
- テレビアニメ 『シートン動物記 くまの子ジャッキー』 - 1977年放映。
- テレビアニメ 『シートン動物記 りすのバナー』 - 1979年放映。
- テレビアニメ 『シートン動物記』 - 1989年-1990年放映。